# Partito Romania Unita
Il Partito Romania Unita (in lingua rumena: Partidul România Unită) è stato un partito politico romeno di ideologia nazionalista fondato nel 2015 da Bogdan Diaconu.

## Storia

### Fondazione
La fondazione del partito fu annunciata il 21 agosto 2014, quando il deputato del Partito Social Democratico (PSD) Bogdan Diaconu lasciò la formazione con cui era stato eletto in parlamento. Già membro del Partito Conservatore ed editorialista su La Voce della Russia, Diaconu abbandonò il PSD criticando la strategia del partito, che aveva invitato a partecipare al governo il gruppo etnoregionalista filoungherese dell'Unione Democratica Magiara di Romania (UDMR), considerato da Diaconu un focolaio di instabilità e un pericolo per l'integrità dello stato romeno e la preservazione dei suoi confini. Tra i canoni perseguiti dalla nuova formazione politica voluta da Diaconu, il Partito Romania Unita (PRU), il fondatore enumerò il nazionalismo democratico, la giustizia sociale, il protezionismo economico e la lotta alla corruzione. Al Partito Romania Unita, iscritto ufficialmente al registro dei partiti politici il 23 aprile 2015, si unirono presto diversi militanti della formazione ultranazionalista del Partito Grande Romania (PRM). Della prima dirigenza facevano parte Bogdan Diaconu (presidente), Augustin Hagiu (primo vicepresidente), Horațiu Șerb (segretario generale), Dumitru Bădrăgan, Angela Balan, Răzvan Tănase, Daniel Tăbăcaru, Clement Sava, Vasile Vlașin, Mihai Constantinescu e Ionuț Ilie (vicepresidenti).
Il PRU si autodefiniva come un'alternativa alla classe politica che aveva guidato la Romania dopo il 1990 e si presentava come l'autentico protettore dell'identità romena, del suo popolo e dei suoi valori nazionali. Nel corso del consiglio nazionale del 5-6 settembre 2015, tenutosi presso l'hotel Alpin di Poiana Brașov, furono dibattuti la redazione del programma di governo e la strategia elettorale per le tornate dell'anno successivo, confermando l'adesione a canoni profondamente sovranisti, euroscettici, nazionalisti e conservatori.
Il 24 gennaio 2016 al Romexpo di Bucarest si tenne il primo congresso nazionale, che convalidò le nomine alla dirigenza e i candidati alle elezioni del 2016. Bogdan Diaconu sarebbe stato il candidato del PRU alla funzione di sindaco della capitale. Il congresso, aperto dalla recita del padre nostro da parte di un prete ortodosso, deliberò anche la creazione di un corpo di pattuglia civica intitolato a Vlad III di Valacchia, personaggio storico che era richiamato anche nel simbolo del partito. Secondo Diaconu le pattuglie composte dai membri del partito avrebbero avuto un compito di ronda cittadina con la finalità di difendere la popolazione dai criminali. Oltre a presentarne le uniformi, il leader del PRU ne affidò la guida al kickboxer Daniel Ghiță. L'iniziativa fu successivamente criticata dall'opinione pubblica poiché, più che un'organizzazione civica, la pattuglia avrebbe rappresentato una struttura paramilitare al di fuori del controllo delle istituzioni.
Nella primavera del 2016 il partito strinse diversi accordi di collaborazione con altre forze sovraniste europee come la formazione filorussa polacca Zmiana di Mateusz Piskorski e l'italiana Forza Nuova.

### Elezioni del 2016
Il risultato delle elezioni locali dell'estate 2016, che vide il PRU sotto le aspettative con percentuali sotto l'1% e appena due sindaci eletti (a Bucarest Diaconu ottenne l'1,45%), tuttavia, ebbe ripercussioni sulla struttura del partito. Il 10 luglio Daniel Ghița abbandonò il gruppo recriminando che Diaconu non perseguisse i principi politici che predicava, mentre parte degli iscritti passò al nuovo partito Forza Nazionale, nato su ispirazione del Rassemblement National di Marine Le Pen.
Nel corso del dibattito interno successivo alle elezioni si discusse sulla possibilità di allearsi con un partito più grande, a costo di rinunciare all'intransigenza nazionalista che contraddistingueva il PRU. Nei mesi successivi, ad ogni modo, si iscrissero al partito numerosi membri del PSD. Secondo gli analisti tale movimento fu dettato da una lotta al vertice del PSD, il cui presidente Liviu Dragnea aveva ostracizzato l'ex leader socialdemocratico Victor Ponta, i cui seguaci erano stati costretti ad allontanarsi dal partito in modo da non ritrovarsi politicamente isolati. Il 30 agosto entrò nel PRU il deputato PSD Sebastian Ghiță, già socio d'affari di Diaconu, cui seguirono altri 10 parlamentari provenienti dallo stesso gruppo, la maggior parte dei quali vicini a Ponta, come i deputati Mihai Sturzu, Cristian Rizea, Marius Manolache, il senatore Marius Isăilă e l'ex portavoce del governo Mirel Palada. Tra gli altri parlamentari che si legarono al PRU vi furono Constantin Popa, Dorin Petrea, Răzvan Tănase, Mario Caloianu, Camelia Khraibani, Ion Eparu e Daniel Savu.
Sebastian Ghiță divenne immediatamente una figura di primo piano del PRU e il principale coordinatore della strategia del partito per le elezioni parlamentari dell'11 dicembre 2016. Contribuì alla redazione dei 20 punti del programma di governo e avvicinò la formazione al PSD in vista di un'eventuale coalizione di governo. Secondo Ghiță, infatti, il PRU sarebbe stato il partner naturale del PSD per la formazione di una maggioranza parlamentare. Nel proprio programma di governo il PRU si batteva per il rafforzamento dell'esercito, per la difesa delle aziende romene contro quelle straniere e per la tutela delle proprietà dei romeni, si opponeva alla privatizzazione delle grandi compagnie di stato e ai programmi di aiuto del FMI, accusava la Direzione nazionale anticorruzione di abusi sui cittadini e sosteneva che le organizzazioni non governative per il consolidamento della società civile fossero finanziate occultamente dal magnate George Soros.
Il 21 novembre il PRU assorbì il gruppo nazionalista del Partito dei Romeni all'Estero (Partidul Românilor de Pretutindeni, PRP) di Emanuel Sorin Cioacă.
Alle elezioni di dicembre, pur crescendo rispetto alle locali di giugno, il partito rimase sotto la soglia di sbarramento del 5%, ottenendo poco meno del 3% e, quindi, nessun rappresentante in parlamento. Nel gennaio 2017 l'Alta corte di cassazione e giustizia, inoltre, emise un mandato d'arresto per diversi reati di corruzione nei confronti di Ghiță, che si sottrasse alle autorità, iniziando un periodo di latitanza in Serbia.

### Nuova presidenza e coalizione BINE
Il 5 febbraio 2017 l'ufficio permanente del partito destituì Bogdan Diaconu dalla guida del PRU, accusandolo di gravi irregolarità finanziarie e redarguendolo per la sua posizione pubblica di sostegno all'OUG 13/2017 emanata dal governo Grindeanu, ordinanza al centro di grandi proteste popolari che depenalizzava diversi reati di corruzione. La dirigenza incaricò quale nuovo presidente ad interim Robert Bugă e quale portavoce Dumitru Bădrăgan. Parallelamente una fazione che rimase vicina a Diaconu convocò un congresso straordinario per il 25 marzo 2017.
Per evitare il rischio di una scissione il congresso elesse quale nuovo presidente Andrei Piticaș, lasciando a Diaconu il titolo di presidente fondatore. All'evento parteciparono, oltre ai delegati territoriali del PRU, anche il segretario generale del PSD Codrin Ștefănescu, l'ex senatore PNL Cristian Bodea, il presidente di Forza Nuova Roberto Fiore e il vicepresidente dell'Alleanza per la Pace e la Libertà Nick Griffin. A margine del congresso fu annunciata anche l'imminente creazione di un'alleanza tra varie forze nazionaliste.
Nel marzo 2017 PRU e Forza Nazionale, partito fondato dall'europarlamentare Laurențiu Rebega nel 2016, comunicarono di essere sul punto di costituire un polo nazionalista-sovranista. L'iniziativa fu accolta favorevolmente anche da Victor Ponta.
Il 2 aprile 2017 Bogdan Diaconu, insieme ai leader del Partito Grande Romania (PRM) Adrian Popescu e di Nuova Destra (ND) Tudor Ionescu, dichiarò di aver formalizzato una coalizione chiamata Blocco dell'Identità Nazionale in Europa (Blocul Identității Naționale în Europa, BINE). L'alleanza, appoggiata anche da Gigi Becali, era finalizzata a riunire sotto un'unica sigla tre dei maggiori gruppi nazionalisti del paese in vista delle tornate elettorali del biennio 2019-2020. BINE avrebbe avuto tre copresidenti e un ufficio permanente composto da 5 rappresentanti di ogni formazione.
Secondo un sondaggio IMAS pubblicato nell'aprile 2018 il PRU si trovava all'1,2% delle intenzioni di voto.

### Elezioni del 2019
Il partito si presentò alla corsa per le elezioni europee del 2019 provando ad iscrivere l'alleanza nazionalista formata con il PRM. L'8 marzo 2019, tuttavia, l'Ufficio elettorale centrale respinse la richiesta di costituzione della coalizione, sostenendo che questa fosse illegittima, poiché la domanda recava la firma di Victor Iovici, che non figurava ufficialmente come presidente del PRM secondo quanto riportato sul registro dei partiti politici del tribunale di Bucarest. Il presidente del PRM, infatti, in mancanza di comunicazioni ufficiali trasmesse al tribunale di Bucarest, risultava essere Corneliu Vadim Tudor, deceduto nel 2015. Il ricorso sul tema presentato da PRU, PRM e ND all'Alta corte di cassazione fu rigettato il 9 marzo 2019. Sebastian Ghiță, rientrato nel paese dopo il ritiro dell'ordine d'arresto, criticò aspramente la decisione, lamentando interferenze politiche che, difendendo gli interessi globalisti delle multinazionali e di George Soros, provavano a limitare la sovranità delle nazioni. Diaconu dichiarò che il PRU avrebbe avuto una propria lista, mentre Ghiță ne sarebbe stato il capolista. Nel corso della campagna elettorale questi si scagliò brutalmente contro gli stranieri, le quote di migranti e le politiche delle istituzioni europee che sfruttavano la Romania che, a suo modo di vedere, avrebbe dovuto essere un paese pienamente sovrano e cristiano.
Il programma del partito, «La Romania su tutto» («România mai presus de toate»), auspicava la formazione di un'Unione europea costituita da stati sovrani, il cui tratto principale doveva essere quello della difesa delle identità nazionali contro il progressismo, specialmente contro i matrimoni tra persone dello stesso sesso, e le ondate migratorie. Il PRU accusava le istituzioni europee di essere state colpevoli della creazione di un'Europa a doppia velocità, nella quale la Romania era considerata una piazza di scambio di materiali scadenti e lavoratori a basso costo.
L'esito del voto europeo, però, fu disastroso. Il PRU ottenne lo 0,57%, mentre non presentò alcun candidato alle elezioni presidenziali del 2019.

## Ideologia
Il PRU riprendeva principalmente i dettami del Partito Grande Romania, entrato in declino negli anni duemila. I suoi leader si dichiaravano nazionalisti, sovranisti ed euroscettici e si opponevano al progressismo, alle quote di migranti, ai matrimoni omosessuali, all'utilizzo di altre lingue al di fuori del rumeno nelle istituzioni pubbliche, al riconoscimento di diritti eccessivi per le minoranze, all'euro e al Trattato transatlantico sul commercio e gli investimenti. L'ultranazionalismo del partito si rifletteva nell'atteggiamento verso le minoranze, caratterizzato dalla profonda contrarietà all'autonomia concessa alla comunità ungherese, che era considerata un attentato all'unione nazionale. Tra i punti programmatici figuravano la lotta alla corruzione, la difesa della cultura, delle tradizioni romene e della civiltà cristiana, un ferreo protezionismo economico, la salvaguardia dei confini nazionali e una politica estera forte in Moldavia, con l'intento di portarla alla riunificazione con la Romania.
La difesa della cultura romena rappresentava una preoccupazione che spinse il partito a sostenere l'introduzione di un reato per danno ai simboli nazionali e per incitazione al separatismo. Nel progetto, nel caso in cui tali atti fossero stati commessi da cittadini stranieri, si sarebbe proceduto alla loro espulsione dal paese. Nel dicembre 2015 il PRU propose una modifica legislativa che prevedeva l'obbligo per la radio e la televisione pubbliche di trasmettere quotidianamente l'inno nazionale.
Dal punto di vista dei diritti civili il partito respingeva categoricamente le istanze LGTB, abbracciando esclusivamente l'idea di famiglia tradizionale composta da uomo e donna. Nel gennaio 2016 il PRU appoggiò apertamente l'iniziativa avviata dall'associazione Coalizione per la famiglia (Coaliția pentru familie), che intendeva proibire a livello costituzionale i matrimoni tra persone dello stesso sesso, affermando che tale tendenza era dettata dalle deviazioni delle lobby omosessuali di Washington e Bruxelles e che era assente nelle tradizioni romene e nella morale cristiana.
Il partito chiedeva di rinegoziare i termini di adesione all'Unione europea, considerata un organo burocratico che perseguiva un'agenda politica propria, volta ad annichilire la sovranità nazionale e gli interessi economici del paese. Le istituzioni europee, in particolare, erano colpevoli di permettere l'ingresso e la redistribuzione dei rifugiati provenienti dal Medio Oriente, mentre la Romania non poteva permettersi di ospitare i migranti per via di problemi e priorità nazionali ritenuti più urgenti. A tal riguardo nel marzo 2016 i militanti del partito presero posizione contro la costruzione di un centro d'accoglienza nel distretto di Costanza. Il PRU attaccava duramente le istituzioni sovranazionali, auspicando la nascita di un'Unione europea costituita da stati sovrani nella quale le politiche nazionali sarebbero state prevalenti. UE e NATO erano considerate il simbolo di un capitalismo spietato voluto dalle élite internazionali e, in particolare, dal magnate George Soros, figura ritenuta fautrice di un complotto mondiale che, secondo il PRU, in Romania era rappresentato dai partiti liberali di centro-destra. La presenza di basi NATO in Romania era considerata un errore, perché metteva a rischio il paese nei confronti della Russia. Nella retorica del partito l'accesso all'UE non aveva ridotto le diseguaglianze, ma le aveva accentuate, eliminando ogni traccia della ricchezza romena e favorendo lo sfruttamento del paese da parte delle società straniere. Il PRU affermò che avrebbe lottato contro le politiche dell'UE, che erano state responsabili della nascita di un'Europa con un doppio standard riguardante i prodotti commercializzati nei paesi dell'ovest e dell'est, specialmente quelli alimentari, rivendicando significative differenze qualitative a scapito dei paesi più poveri.
Il programma di governo predisposto per le elezioni del 2016, inoltre, introdusse un nuovo argomento nell'agenda politica del PRU. Il partito lamentò i presunti abusi commessi dalla magistratura e dall'Agenzia nazionale per l'amministrazione fiscale, reputate colpevoli di controlli eccessivi contrari alla libertà dei romeni. Sullo stesso argomento le attività delle ONG, che militavano per il consolidamento della società civile e dello stato di diritto e chiedevano ai parlamentari indagati per corruzione di rinunciare all'immunità, furono aspramente criticate dal PRU, che considerava tali associazioni colpevoli di voler destabilizzare lo stato e di essere finanziate da George Soros. Per questo motivo nel settembre 2016 il PRU comunicò che avrebbe avviato un disegno di legge per vietare ai membri delle ONG di assumere funzioni nella pubblica amministrazione.  
Sul piano economico il PRU proponeva misure populiste come la maggiorazione del salario minimo e piani di assunzione nel campo della sanità, dell'istruzione, dell'esercito. Il partito intendeva fermare il declino demografico tramite programmi di sostegno ai cittadini romeni. Si prefiggeva, inoltre, di combattere la privatizzazione delle compagnie di stato, assicurare aiuti economici esclusivamente alle aziende a capitale romeno, nazionalizzare le risorse naturali, introdurre il divieto di vendita di terreni agli stranieri e rompere gli accordi per i prestiti contratti con il FMI, che avrebbero impoverito la Romania. Un ulteriore ambizioso obiettivo era quello del raggiungimento dell'indipendenza energetica.

## Simbolo
Il simbolo del partito presentava in primo piano il volto di Vlad III di Valacchia, scelto come emblema dei valori tradizionali della Romania e per il tentativo di recupero della sua figura storica, quale difensore del paese contro l'ingerenza straniera ottomana. Sullo sfondo si trovava la carta geografica della Grande Romania, nella quale il territorio dell'attuale Romania era unito alla Moldavia. In tal modo il PRU inseriva il tema irredentista, assumendo il compito storico di riunificare i due paesi separati dal 1940.
Secondo Bogdan Diaconu il simbolo richiamava «Gli ideali di giustizia sociale e di lotta per l'indipendenza del paese dei tempi di Vlad III di Valacchia».

## Aspetti controversi
Diversi analisti sottolinearono i legami tra il PRU e gli ambienti vicini al partito Russia Unita di Vladimir Putin, del quale il gruppo di Bogdan Diaconu sarebbe stato un costrutto politico. Numerosi membri del PRU, infatti, avevano mostrato simpatie filorusse. Mentre Bogdan Diaconu era stato editorialista su La Voce della Russia, nel 2014 il futuro vicepresidente del PRU Ovidiu Hurduzeu aveva rilasciato una dichiarazione in cui richiedeva l'uscita della Romania da Unione europea e NATO, caldeggiando per l'avvicinamento diplomatico alla Federazione russa. Tra i più stretti collaboratori del PRU a livello internazionale vi fu il leader di Zmiana Mateusz Piskorski, arrestato in Polonia il 18 maggio 2016 per spionaggio in favore di Mosca.
Lo statuto del partito, inoltre, presentava alcune contraddizioni. Pur propagandando il perseguimento della giustizia sociale, il documento escludeva dallo status di membro gli affetti da malattie psichiatriche. La qualità di membro era vietata anche per gli indagati e i condannati per reati penali. Nonostante ciò numerosi elementi del partito, come Sebastian Ghiță, erano sotto inchiesta per vari crimini costituenti fatto penale.

## Struttura

### Presidenti
- Bogdan Diaconu (2015 - 2017)
- Robert Bugă ad interim (2017)
- Andrei Piticaș (2017 - 2019)

## Risultati elettorali
| Elezione          | Elezione     | Voti    | %    | Seggi   |
| ----------------- | ------------ | ------- | ---- | ------- |
| Parlamentari 2016 | Camera       | 196.397 | 2,79 | 0 / 329 |
| Parlamentari 2016 | Senato       | 207.977 | 2,95 | 0 / 136 |
| Europee 2019      | Europee 2019 | 51.787  | 0,57 | 0 / 32  |